# Ben Warren
Pour les articles homonymes, voir Ben Warren (rugby à XV) et Warren.
 (novembre 2020).
Si vous disposez d'ouvrages ou d'articles de référence ou si vous connaissez des sites web de qualité traitant du thème abordé ici, merci de compléter l'article en donnant les références utiles à sa vérifiabilité et en les liant à la section « Notes et références ».
Ben Warren est un personnage fictif qui apparaît dans la série télévisée Grey's Anatomy puis dans Station 19, interprété par Jason George. Il apparaît dans la saison 6 de Grey's Anatomy en tant qu'anesthésiste, il est d'abord un simple personnage invité pendant deux saisons, puis il devient récurrent lors de la saison 8 lorsqu'il décide de se reconvertir vers la chirurgie. Il deviendra un personnage régulier lors de la saison 12. À la fin de la saison 14, alors qu'il n'a pas fini sa résidence[style à revoir] de chirurgie, il décide à nouveau de changer de parcours et devient pompier. Le personnage redevient alors simple invité dans la série mère Grey's Anatomy alors qu'il devient principal au sein de la Station 19, spin-off centré sur les pompiers de Seattle.
Au départ, le personnage de Ben Warren est introduit comme simple intérêt amoureux du Dr. Miranda Bailey. Au fil de saisons, il devient plus complexe et permet de traiter des sujets tels que le fait de travailler sous les directives de sa femme (quand Miranda devient chef de la chirurgie), l'éducation de son beau-fils (issu du premier mariage de Miranda), mais aussi le fait de trouver sa voie professionnelle ou d'être trop sur de soi.

## Histoire du personnage
Le personnage de Ben Warren apparaît dans 159 épisodes de l'univers de Grey's Anatomy : 136 fois dans la série mère et 96 fois dans Station 19.
Ben arrive à l'hôpital Seattle Grace lors de la fusion avec le Mercy West Medical Center dans la saison 6. Après l'épisode de Gary Clark, Ben est allé faire un stage à L'UCLA. Ben quitte son emploi à l'UCLA parce qu'il se sentait loin de Miranda. Il revient et lui fait la surprise, en lui disant qu'il a quitté son emploi. Miranda ne comprend pas immédiatement pourquoi il a fait cela.

## Relation amoureuse
Il vit une histoire d'amour avec Miranda Bailey. Ils se sont fréquentés pendant 9 mois avant la fusillade mais Bailey a rompu avec lui. Ils ont commencé à sortir à nouveau après que Bailey ait rompu avec Eli Lloyd car il était bien conscient qu'elle aimait toujours son ex. Plus tard, Miranda et Ben se sont fiancés et finissent par se marier. La destination de leur lune de miel est les Bahamas.

## Carrière
Dr Ben Warren est résident en chirurgie Grey's Sloan Memorial. Il a d'abord travaillé comme anesthésiste traitant au Centre médical Mercy West avant la fusion avec l'hôpital Seattle Grace. Il a gardé son poste quand il a intégré l'hôpital Seattle Grace Mercy West. Durant cette période, le Dr Warren était l'anesthésiste sur la plupart des cas de chirurgie du Dr Miranda Bailey et quelques-uns sur les dossiers du Dr Derek Shepherd. Il a également supervisé les résidents de l'anesthésiologie. Après les événements de la fusillade de l'hôpital, le Dr Warren décide de changer de spécialité, en choisissant la chirurgie. Il sera pris dans le programme chirurgical de l'UCLA. À la fin de l'année de résidence 2011-2012, le Dr Warren a été accepté et, peu après, a déménagé à Los Angeles et a commencé sa carrière en tant que stagiaire chirurgical. Tout au long de son année stagiaire, le Dr Warren a voyagé entre Los Angeles et Seattle pour passer du temps avec sa femme et son beau-fils. Lors de ses visites, le Dr Owen Hunt, lui accorde des privilèges en le mettant sur des cas et en supervisant l'anesthésie. Au cours de sa deuxième année, le Dr Warren a démissionné du programme de résidence en chirurgie de l'UCLA pour revenir à Seattle et se rapprocher de sa famille. Il est ensuite retourné à son ancien poste, anesthésiologiste traitant à l'Hôpital Grey Sloan Memorial. Toutefois, la chirurgie lui manque tellement qu'il poursuit la résidence dans ce domaine, en prenant la place de Heather Brooks dans le programme.
Il devient pompier et rejoint la Station 19, spin-off de Grey's Anatomy.